# Tsjechië op het Eurovisiesongfestival 2019

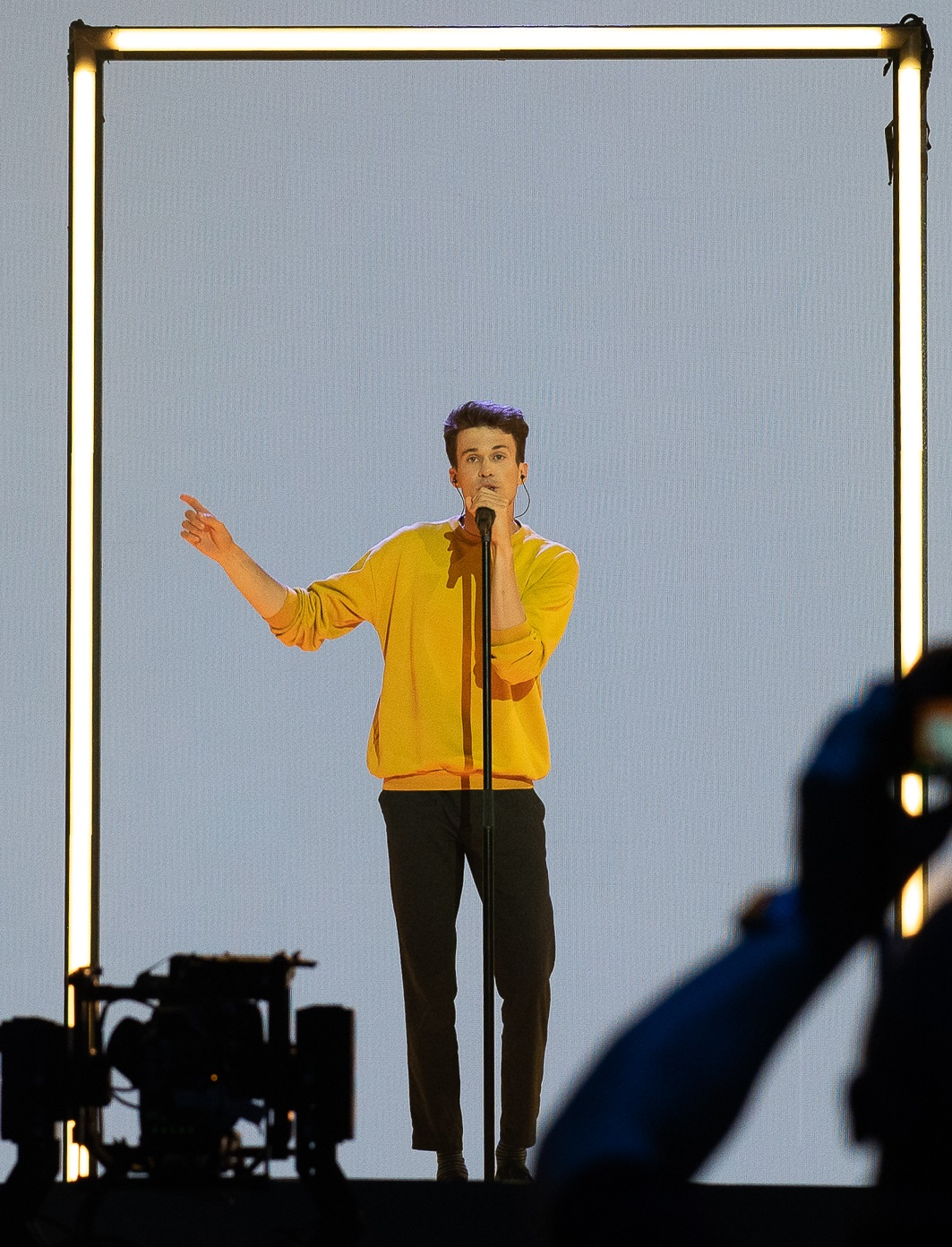
Frontzanger Albert Černý van Lake Malawi tijdens de eerste halve finale van het festival.

Tsjechië nam deel aan het Eurovisiesongfestival 2019  gehouden in Tel Aviv, Israël. Het was de 8ste deelname van het land aan het Eurovisiesongfestival. ČT was verantwoordelijk voor de Tsjechische bijdrage voor de editie van 2018.

## Eurovision Song CZ2019
Op 28 oktober 2018 maakte de Tsjechische omroep bekend te zullen deelnemen aan het songfestival van 2019, direct na de bekendmaking werd ook de selectieprocedure bekend. Tsjechië koos in 2019 dezelfde selectieformule als in 2018; opnieuw via een internetselectie die gepland staat voor januari 2019. De keuze wie naar Tel Aviv mag afreizen wordt gemaakt door een jury (50%) en de (inter)nationale kijkers die via de Eurovisie-app hun stem mogen uitbrengen. 
Daarmee wordt de formule gehandhaafd die in 2018 voor groot succes zorgde een zesde plek in Lissabon voor Mikolas Josef en zijn lied Lie to me. Het was pas de tweede finaleplek voor de Tsjechen sinds hun eerste deelname in 2007. 
Op 7 januari maakte de omroep de naam bekend van de acht artiesten die zouden deelnemen aan de internetselectie. Op 29 januari werd bekend dat de groep Lake Malawi met de zegepalm aan de haal ging en aldus het land mocht gaan vertegenwoordigen in Israël. 

### Uitslag
| Plaats | Artiest         | Lied                  | Punten |
| ------ | --------------- | --------------------- | ------ |
| 1      | Lake Malawi     | "Friend of a friend"  | 22     |
| 2      | Jakub Ondra     | "Space Sushi"         | 18     |
| 3      | Pam Rabbit      | "Easy to Believe"     | 18     |
| 4      | Barbora Mochowa | "True Collors"        | 18     |
| 5      | Andrea Holá     | "Give me a hint"      | 12     |
| 6      | Tomáš Boček     | "Don’t Know Why"      | 9      |
| 7      | Jara Vymer      | "On my Knees"         | 5      |
| 8      | Hana Barbara    | "Poslední slova tobě" | 5      |

## In Tel Aviv
In de eerste halve finale trad Tsjechië als zesde aan na de inzending uit Slovenië en voorafgaand aan de Hongaarse inzending. Bij de bookmakers werd een plaats voor de finale voorspeld. Bij het bekendmaken van de finalisten werd duidelijk dat Tsjechië zich had weten te plaatsen voor de finale. Het land werd in de eerste halve finale tweede met 242 punten. 
In de finale trad het land aan als derde aan na Albanië en voor Duitsland. De inzending bleek het vooral goed te doen bij de professionele vakjury's vanuit zowel Noorwegen, Hongarije, Slovenië en Georgië ontving Tsjechië de maximum score van 12 punten. In totaal kreeg de inzending 150 punten van de jury's en kwam daarmee op een achtste plek in hun rankschikking. 
De kijkers thuis waren beduidend minder enthousiast over de inzending Tsjechië belandde in die rankschikking juist op de vierentwintigste plek met maar 7 punten. Uiteindelijk behaalde het land in totaal 157 punten en een elfde plek in de uiteindelijke ranglijst. Dit was het op een na beste resultaat voor Tsjechië op het festival.
2007 · 2008 · 2009 · 2010-2014 · 2015 · 2016 · 2017 · 2018 · 2019 · 2020 · 2021 · 2022 · 2023 · 2024 · 2025
Albanië · Armenië · Australië · Azerbeidzjan · België · Cyprus · Denemarken · Duitsland · Estland · Finland · Frankrijk · Georgië · Griekenland · Hongarije · Ierland · IJsland · Israël · Italië · Kroatië · Letland · Litouwen · Malta · Moldavië · Montenegro · Nederland · Noord-Macedonië · Noorwegen · Oostenrijk · Polen · Portugal · Roemenië · Rusland · San Marino · Servië · Slovenië · Spanje · Tsjechië · Verenigd Koninkrijk · Wit-Rusland · Zweden · Zwitserland